# Eva Kirchmayer-Bilić
Eva Kirchmayer-Bilić (Zagreb, 1971.), pijanistica, profesorica na Muzičkoj akademiji u Zagrebu i urednica glazbene rubrike u tjedniku za kulturu 'Hrvatsko slovo'.

## Životopis
Diplomirala je (1992.) i magistrirala (1995.) klavir na zagrebačkoj Muzičkoj akademiji u razredu prof. Stjepana Radića. Na Institutu za crkvenu glazbu studirala je orgulje (1985. – 1990.) u razredu č.s. Imakulate Malinke. Zahvaljujući DAAD stipendiji omogućeno joj je usavršavanje na Hochschule für Musik und darstellende Kunst u Frankfurtu na Majni, u klasi prof. Andreasa Meyer-Hermanna (1993./94.), a također je sudjelovala i na seminarima i satovima kod istaknutih klavirskih pedagoga (Melita Lorković, Rudolf Kehrer, Vladimir Krpan, Jurica Murai, V. Pavarana...). 
Seminare interpretacije Lied-a pohađala je u Frankfurtu uz renomiranog pijanista Charlesa Spencera, te u Zagrebu uz Konrada Richtera (Njemačka), Johna Blakelya (V. Britanija), Benna Scholumma i Gerharda Zellera (Austrija). S mezzosopranisticom Martinom Gojčetom Silić odabrana je između 40 profesionalnih parova duo glas i klavir iz cijelog svijeta za 'Masterclass for duo voice & piano 2010/11' u Bruxellesu kojeg je osmislio i vodio pijanist Udo Reinemann (Njemačka), te su, osim s Reinemannom radile interpretaciju umjetničke pjesme i sa svjetski poznatim pjevačem tenorom Peterom Schreireom (Njemačka) kao i pijanistom-suradnikom pjevača Hartmutom Höllom (Njemačka) i Maciejom Pikulskim (Poljska). Nastupala je sa svim vodećim hrvatskim vokalnim umjetnicima, održavši niz cjelovečernjih koncerata uz Valentinu Fijačko, Martinu Gojčetu-Silić, Ljubomira Puškarića, Kristinu Beck-Kukavčić i drugih, na klaviru i orguljama. 
Dobitnica je Rektorove nagrade, te brojnih nagrada na đačkim i studentskim natjecanjima. Bilježi brojne nastupe i snimanja za potrebe radija i televizije; održala je više solističkih recitala kao solist na klaviru i orguljama, nastupala uz pratnju orkestra (Muzičke akademije, Hrvatskog komornog orkestra, Zagrebačkih solista, Puhačkog orkestra Hrvatske vojske) uz dirigente Igora Gjadrova, Tomislava Fačinija, Tomislava Uhlika i dr., te kao komorni glazbenik surađujući s mnogim istaknutim instrumentalnim i vodećim hrvatskim vokalnim solistima, komornim sastavima, ansamblima (Collegium pro musica sacra, Madrigal, Zagrebački operni studio...), zborovima (Bašćina, Zagrebački dječaci.), te u orkestrima (Simfonijski puhački orkestar Hrvatske vojske, Zagrebačka filharmonija...) u kojima je izvodila dionicu orgulja, čembala ili klavira. Snimila je nekoliko nosača zvuka (nekoliko ih je bilo nomiriano i nagrađeno nagradom Porin), a nastupala je diljem Domovine, u Sloveniji, Vojvodini, BiH, Italiji, Austriji, Njemačkoj, Irskoj, Ukrajini i Egiptu te u desetak gradova u SAD-u, država Wisconsin. Još tijekom studija imala je zapažene nastupe i osvajala najvše nagrade bivše države u duu s pijanisticom Katarinom Krpan, a od 2016. s kolegom pijanistom Davorom Ljubićem djeluje u klavirskom duu 'Concordia'. Redovito sudjeluje na međunarodnim majstorskim seminarima za pjevače (predavači Vlatka Oršanić i Giorgio Surian) kao umjetnički suradnik (Brač, Mali Lošinj 'Dani Josipa Kašmana') U ak. god. 2000/01. organizirala je 30-ak koncerata kao voditeljica Muzičkoga salona Studentskog centra Sveučilišta u Zagrebu. Redovito se uklučuje u organizaciju glazbenih zbivanja i priredbi (vršila službu tajnice Hrvatskoga društva crkvenih glazbenika od 2002. – 2004., te je u nekoliko navrata bila član Organizacijskoga odbora za pripremu Tjedna crkvenih glazbenika na Institutu za crkvenu glazbu KBF-a, umjetnički voditelj Kluba mladih 'Sijač', umjetnički voditelj 'Zagrebačkog opernog studija' i glazbene udruge KIRHES), te kao organizator i moderator/voditelj brojnih glazbenih i humanitarnih i domoljubnih priredbi (sv. Misa u zagrebačkoj katedrali 'Djeca – djeci' za blagdan Nevine dječice, Koncert posvećen žrtvama - silovanim ženama u Domovinskom ratu, koncertni ciklus u dvorani Hrvatskoga slova), a od svoje šesnaeste godina djeluje i kao glazbeni pisac/publicist (časopis za duhovnu glazbu Sv.Cecilija, tjednik za kulturu Hrvatsko slovo, časopis glazbenih pedagoga Tonovi, katolički tjednik Glas koncila, tekstovi uz nosače zvuka Stjepana Radića i Anđelka Klobučara, suradnik u pripremi notnih izdanja). 
Od 2010. glazbena je urednica u tjedniku za kulturu Hrvatsko slovo. Također je esejima i znanstvenim radovima sudjelovala na Znanstvenom savjetovanju 'Kulturno naslijeđe Ujević' 2011. i 2013. („Glazba u Hrvata“). Suautorica je udžbenika za Glazbenu kulturu od 4. – 8. razreda osnovne škole. Članica je Hrvatskoga društva glazbenih umjetnika, Hrvatskoga glazbenog zavoda i Hrvatskoga DAAD kluba. 
Kratko je radila kao pedagog i korepetitor u glazbenim školama, a od 1996. zaposlena je kao umjetnički suradnik na Odsjeku za pjevanje zagrebačke Muzičke akademije (kolegiji Korepeticija, Pjevanje, Operna gluma, Hrvatska vokalna baština, Korepetiranje i Vokalno klavirski duo).  God. 2006. imenovana je višim umjetničkim suradnikom., a 2017. umjetničkim savjetnikom.
Aktivna je u sveučilišnim tijelima: od 2007. je članica Vijeća Muzičke akademije, članica Vijeća umjetničkog područja, a od 2009. do 2013. bila je članica Senata Sveučilišta u Zagrebu, kao izabrana predstavnica zaposlenika u nastavnim zvanjima, od 2013. – 2017. bila je član-zamjenik, te je od 2017. ponovno izabrana za člana Senata Sveučilišta u Zagrebu. Bila je članica Vijeća za glazbu i članica povjerenstva Nagrade Vladimir Nazor Ministarstva kulture RH, te članica Druge Sinode Zagrebačke nadbiskupije.
Udana je i majka četvero djece.